# Buhl Airsedan
Buhl Airsedan var en serie biplan som tillverkades av Buhl Aircraft Company i Detroit i USA i slutet av 1920-talet. Planet, som konstruerades av Étienne Dormoy, flög första gången åt 1927 och tillverkades i flera varianter.
Flygkroppen och den nedre vingen, som var kortare än den övre, var tillverkade av stålrör och  den övre vingen av träribbor. Planet var täckt och klätt med duk och hade plats för 3–8 personer, varav två piloter, beroende på modell. Totalt tillverkades ett 60-tal plan.
C-5-modellen, som var den första som tillverkades, var rymligare än de senare modellerna. När Buhl Aircraft Company lade ner verksamheten år 1932 köptes ritningar och mallar av Ontario Provincial Air Service i Kanada som byggde några CA-6 för bekämpning av skogsbränder. De var försedda med flottörer och en 
Pratt & Whitney-motor på 440 hästkrafter.

## Rekordflygning

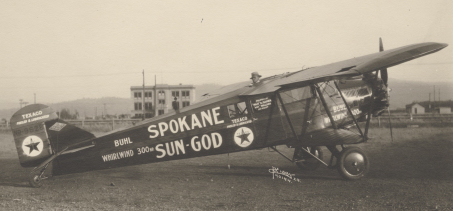
Spokane Sun God efter rekordflygningen.

I augusti 1929 slog en Buhl CA-6 Airsedan med namnet Spokane Sun God världsrekord för den längsta non-stop flygningen mellan två punkter. Färden gick från  
Spokane i Washington till New York och tillbaka igen, en sträcka på 11 600 kilometer. Den totala flygsträckan var dock 16 000 kilometer. Planet lufttankades 22 gånger under den 120 timmar långa flygningen.